# オウサム
株式会社オウサム（英語表記：Awesome Inc.）は、日本の芸能事務所。モデル、タレント等のマネジメント及び管理業務、3クラスのレッスン・スクールも運営している。
所属モデルは主に成人以下のモデル、特に外国籍もしくはハーフモデル、ハーフタレントの人材を揃えているのが特色である。

## 所属タレント
- 鈴木拡樹[3]
- 寶珠山駿[4]
- 新谷聖司[5]
- 柿澤仁誠[6]
- グラッサム紗亜奈[7]
- トンプソン・アイミ[8]

## 過去の所属タレント
- エマ・バーンズ[9]
- 森遼[10]

## レッスンクラス
基本的には毎週1回、日曜日に行われる。
- エレメンタリークラス（3～6歳）
- ミドルクラス（7～9歳)
- アドバンスクラス（10歳以上）